# Укаяли
Укая́ли (исп. Ucayali) — река в Перу, правый приток Амазонки. Иногда Укаяли «включают в состав» Амазонки; в этом случае исток Укаяли считают истоком Амазонки. В ряде дореволюционных русскоязычных энциклопедий, в частности в «Энциклопедическом словаре Брокгауза и Ефрона», река описывается под названием Укайяли.
Высота устья — 100 метров над уровнем моря. Высота истока — 210 метров над уровнем моря.
Длина реки по одним данным 1600 км , по другим данным — 1950 км (вместе с рекой Апуримак — 2700 км), площадь бассейна 375 тыс. км². Образуется слиянием рек Апуримак (в нижнем течении носит название Тамбо) и Урубамба, берущих начало в Центральных Андах. После их слияния течёт по Амазонской низменности в северо-западном направлении, вдоль Восточной Кордильеры Анд. Русло извилистое, долина реки заболочена и покрыта густыми тропическими лесами. Основные притоки: Шешеа, Тамая (правые), Пачитеа, Агуайтия и Писки (левые).
Средний расход 12600 м³/с. Годовой объём стока — 426 км³. Половодье с сентября по март. Судоходна на всём своём протяжении, до города Аталая у истока. Главный порт — Пукальпа.
Польский писатель Аркадий Фидлер в своей книге «Рыбы поют на Укаяли» описал явление пения рыб на этой реке.